# Tord Morsund
Tord (tidigare Tommy) Foorabally Morsund, född 18 mars 1972, är en norsk politisk skribent, tidigare redaktör för tidskriften Nation & Kultur och tidigare politisk rådgivare för Fremskrittspartiets stortingsgrupp. 
År 1992 blev Morsund dömd för våldsamt upplopp i en svensk domstol (något många andra demonstranter har blivit dömda för, till exempel i samband med EU-toppmötet i Göteborg). Bakgrunden till domen var att han tillsammans med Jan Holthe och en annan norrman var delaktig i att starta gatuslagsmål mot antifascister under en demonstration i Stockholm. Morsund dömdes till en månads fängelse.
Från 14 november 2001 till 30 augusti 2002 jobbade Morsund som politisk rådgivare för Fremskrittspartiets grupp i Stortinget. 
År 2005 skrev tidningen Klassekampen att Morsund skulle tala på det omstridda arrangemanget Nordiska Festivalen i Nyköping i Sverige den 28 augusti 2005. Där deltog också bland andra tidigare Ku Klux Klan-lokalledaren David Duke. I kölvattnet av avslöjandet skrev VG Nett flera artiklar som problematiserade att Morsund hade arbetat som rådgivare för Fremskrittspartiets stortingsgrupp och bland annat skrivit flera tal åt partiets tongivande politiker. 